# Isla de Al Golette
La isla de Al Golette (en francés: Île d'Al Golette) es una pequeña isla fluvial de Bélgica, situada en el río Mosa, cerca de Bouvignes (Dinant).  Con una longitud de 800 metros y una anchura no superior a 100 metros, tiene una superficie de 4 hectáreas ( 0,04 km²). Administrativamente, depende de la Provincia de Namur (province de Namur) en la Región Valona al sur del país.